# بوكوسوكا وورز
بوكوسوكا وورز (باليابانية: ボコスカウォーズ) (بالإنجليزية: Bokosuka Wars), هي لعبة فيديو من نوع أكشن تقمص الأدوار، صدرت اللعبة من قبل شركة آسي سنة 1983، وتم إعادة الإصدار سنة 2008، وتعمل لعدة منصات، ومنها نينتندو إنترتينمنت سيستم وإم إس إكس.